# Eriogonum cernuum
Eriogonum cernuum är en slideväxtart som beskrevs av Thomas Nuttall. Eriogonum cernuum ingår i släktet Eriogonum och familjen slideväxter. Utöver nominatformen finns också underarten E. c. psammophilum.